# غرايم مكمان
غرايم مكمان (بالإنجليزية: Graeme McMahon)‏ هو شخصية أعمال أسترالي، ولد في 15 فبراير 1940، وتوفي في 1 يوليو 2014 بسبب سرطان البنكرياس.